# 신내동
신내동(新內洞)은 서울특별시 중랑구의 법정동이다.

## 개요
- 1913년 12월 29일 : 경기도 양주군 구리면 신내리[2], 그 이전에는 양주군 망우리 신현으로 불렸다.
- 1963년 1월 1일 : 서울특별시 동대문구 망우출장소 신내동
- 1968년 1월 1일 : 서울특별시 동대문구 신내동
- 1988년 1월 1일 : 서울특별시 중랑구 신내동[3]
- 1996년 3월 1일 : 서울특별시 중랑구 신내1, 2동

## 교육
- 서울원묵중학교
- 서울신현초등학교
- 서울원묵초등학교
- 서울신내초등학교
- 서울중화초등학교
- 서울신현초등학교
- 서울봉화초등학교
- 서울금성초등학교
- 서울새솔초등학교
- 태릉고등학교
- 원묵고등학교
- 신현고등학교

## 교통
- ● 서울 지하철 6호선 봉화산역, 신내역
- ● 수도권 전철 경춘선 신내역
- 중랑공영차고지

## 아파트
| 단지명      | 건설사            | 시행사           | 주소          | 입주        | 비고     |
| ----------- | ----------------- | ---------------- | ------------- | ----------- | -------- |
| 신내 6단지  | 대주건설㈜        | 서울주택도시공사 | 신내로19길 42 | 1996년 3월  |          |
| 신내 7단지  | 진로건설㈜        | 서울주택도시공사 | 신내로17길 41 | 1995년 12월 |          |
| 신내 8단지  | 화성산업 두산건설 | 서울주택도시공사 | 신내로 155    | 1995년 12월 |          |
| 신내 9단지  | 진흥기업          | 서울주택도시공사 | 신내로 127    | 1996년 6월  |          |
| 신내 10단지 | ㈜건영            | 서울주택도시공사 | 신내로 115    | 1996년 3월  | 공공임대 |
| 신내 11단지 | 대명건설㈜        | 서울주택도시공사 | 봉화산로 193  | 1996년 3월  |          |

## 기관
- 중랑구청
- 중랑구보건소
- 서울의료원
- 중랑경찰서

## 같이 보기
- 대한민국의 행정 구역